# Piriápolis (Schiff)
Die Piriápolis war ein belgisches Frachtschiff, das 1938 in Dienst gestellt und am 11. Juni 1940 bei Le Havre bei einem Angriff der deutschen Luftwaffe im Zweiten Weltkrieg  zerstört und versenkt wurde.
Erbauer des Schiffes war das Unternehmen John Cockerill, Besitzer war die Compagnie Maritime Belge.
Das aus Stahl gebaute Schiff verfügte bei 140,1 mal 18,7 mal 8,2 Metern über ein Raummaß von 7.340 Bruttoregistertonnen. Durch den Dieselmotor mit 5.500 Pferdestärken erreichte es eine Geschwindigkeit von bis zu 14 Knoten.
Zwischen 1938 und 1940 fuhr die Piriápolis achtmal nach Buenos Aires, wobei sie Passagiere mitnahm. Bei der Ankunft am 21. August 1939 waren Teilnehmer der Schacholympiade 1939 und der Schachweltmeisterschaft der Frauen 1939 an Bord.